# Religieus confucianisme

De Wufang Shangdi een reeks confucianistische goden

Religieus confucianisme is het idee dat het confucianisme een religie is. Het is ontstaan in de tijd van Confucius met zijn verdediging van traditionele religieuze instellingen van zijn tijd, zoals de Taimiao riten en het ritueel muzieksysteem.
De Chinese naam voor religieus confucianisme is Rujiao (儒教), en het woord voor seculier confucianisme is Rujia (儒家 ). 
Religieus confucianisme omvat Chinese traditionele patriarchale religie, Jisi, en Offer aan de Hemel in zijn praktijk. 
Religieus confucianisme aanbidt Confucius, Mencius, Zhu Xi, en Shangdi.
In China worden het boeddhisme, het confucianisme en het taoïsme de " drie leringen "genoemd".